# Lijst van spelers van Évian Thonon Gaillard FC
Deze lijst omvat voetballers die bij de Franse voetbalclub Évian Thonon Gaillard FC gespeeld hebben in de periode dat deze club in het profvoetbal actief was (2010-2016). De spelers zijn alfabetisch gerangschikt.

## A
- Zakariya Abarouai
- Kassim Abdallah
- Youssef Adnane
- Hernán Altolaguirre
- Stephan Andersen
- Aldo Angoula
- Aaron Appindangoyé

## B
- Nadjib Baouia
- Cédric Barbosa
- Nicolas Benezet
- Kévin Bérigaud
- Facundo Bertoglio
- Betão
- Maxime Blanc
- Nicolás Blandi
- Ilan Boccara
- Amaury Borel
- Pierre Bouby
- Jordan Boy
- Gianni Bruno
- Hervé Bugnet

## C
- Caçapa
- Cédric Cambon
- Gustavo Campanharo
- Diogo Campos
- Fabien Camus
- Fabien Centonze
- Saša Cilinšek
- Bruno da Cruz

## D
- Zouhaier Dhaouadi
- Stéphane Diarra
- Brice Dja Djédjé
- Mathieu Duhamel
- Johann Durand

## E
- Fabrice Ehret
- Andrés Escobar

## F
- Alioune Fall
- Nicolas Farina

## G
- Gaël Givet
- Nicolas Goussé
- Sidney Govou

## H
- Jesper Hansen
- Kévin Hoggas

## J
- David Jarolím
- Jesper Juelsgård

## K
- Thomas Kahlenberg
- Morgan Kamin
- Jan Kaye
- Sekou Keita
- Saber Khalifa
- Djakaridja Koné

## L
- Guillaume Lacour
- Mathieu Lafon
- Bertrand Laquait
- Benjamin Leroy
- Jérôme Leroy

## M
- Iheb Mbarki
- Pape Ibra M'Boup
- Túlio de Melo
- Jonathan Mensah
- Ali M'Madi
- Cédric Mongongu

## N
- Lamine N'Dao
- Quentin N'Gakoutou
- Nicki Bille Nielsen
- Miloš Ninković
- Dan Nistor
- Dany Nounkeu
- Clark Nsikulu

## P
- Christian Poulsen
- Oumar Pouye

## R
- Mohammed Rabiu
- David Ramírez
- Guillaume Rippert
- Jonathan Roufosse
- Marco Ruben

## S
- Felipe Saad
- Youssouf Sabaly
- Yannick Sagbo
- Dylan Saint-Louis
- Killian Sanson
- Ludovic Soares
- Olivier Sorlin
- Modou Sougou
- Gilles Sunu

## T
- Yeltsin Tejeda
- Adrien Thomasson
- Éric Tié Bi
- Ibrahim Blati Touré

## W
- Daniel Wass
- Quentin Westberg